# Christmas (альбом Шер)
Christmas — двадцать седьмой студийный альбом американской певицы Шер, вышедший 20 октября 2023 года с помощью лейбла Warner Records. Это её первый альбом с оригинальным материалом за последние десять лет, после альбома Closer to the Truth (2013). Это также её первый рождественский альбом. В записи участвовали Синди Лопер, Стиви Уандер, Дарлин Лав, Майкл Бубле, Tyga. Делюкс-издание альбома было выпущено 6 декабря 2024 года и содержало шесть ремиксов на песни из альбома.

## История
Впервые Шер объявила о планах записать рождественский альбом в 2018 году. Однако на тот момент никаких подвижек не произошло, и больше она не давала никаких комментариев по поводу этого альбома, пока не намекнула на его выпуск в июле 2023 года, объявив, что уже работает над материалом для него. В Твиттере она поделилась, что никогда не хотела делать праздничный альбом, но он получился «таким же хорошим, как все записи», которые она сделала. В интервью Good Morning Britain в сентябре Шер выразила свою гордость за запись, сказав, что это «рождественский альбом Шер. Это не рождественский альбом вашей мамы». 7 сентября Шер представила обложку альбома, сопроводив её надписью с вопросом, хотят ли они разделить с ней Рождество. На обложке изображён простой снимок певицы в окружении рождественских украшений. Она одета в белую рубашку и голубые джинсы, украшенные стразами. Эксклюзивные версии альбома для магазинов Target состоят из 4 различных цветных версий имени Шер. Альтернативная обложка с Шер в розовой версии её наряда на стандартном альбоме и с брызгами воды была выпущена исключительно для официального магазина Шер, а версии для Amazon имели другую эксклюзивную альтернативную обложку с Шер в серебряном платье с драгоценными камнями в окружении воды и айсбергов.
В проекте приняли участие Дарлин Лав, Майкл Бубле, Tyga, Синди Лопер и Стиви Уандер. Шер поделилась своим волнением по поводу того, что на альбоме «миллионы людей» и что она никогда не выпускала альбомов с дуэтами. По её словам, решение включить приглашённых артистов было принято «в последнюю минуту».

## Отзывы
| Оценки критиков | Оценки критиков |
| Источник        | Оценка          |
| --------------- | --------------- |
| AllMusic        | [ 12 ]          |
| BroadwayWorld   | 5/5             |
| Retropop        | [ 14 ]          |
| Slant Magazine  | [ 15 ]          |

Альбом получил положительные отзывы музыкальной критики и интернет-изданий.
Мэтт Коллар из AllMusic оценил альбом в три с половиной звезды из пяти и заявил, что Christmas Шер — это её уникальный штрих к сочетанию оригинальных песен и праздничной классики. Он выделил такие треки, как танцевальная «DJ Play a Christmas Song» и хип-хоп «Drop Top Sleigh Ride» с участием Tyga, как выдающиеся моменты.
Бобби Патрик из BroadwayWorld поставил альбому Christmas оценку 5 из 5, назвав его обязательной праздничной коллекцией. Он отметил сотрудничество с такими артистами, как Дарлин Лав, Майкл Бубле и Стиви Уандер, и высоко оценил непреходящую силу и актуальность Шер в музыкальной индустрии, назвав альбом торжеством её вечного голоса и энергии.
Коннор Готто из Retropop высоко оценил совместные работы Шер, особенно «мощный дуэт» с Дарлин Лав на «Christmas (Baby Please Come Home)» и радостный вклад Стиви Уандера в «What Christmas Means to Me». Хотя Готто нашёл переработанную «Home» с Майклом Бубле немного не в такт, он похвалил альбом за его общую радость, назвав его квинтэссенцией Шер.

## Список композиций
Все треки спродюсированы Марком Тейлор; кроме «Drop Top Sleigh Ride», спродюсированного Alexander Edwards, Ryan OG и Mike Crook.
| №                   | Название                                             | Автор(ы)                                                                                | Длительность |
| ------------------- | ---------------------------------------------------- | --------------------------------------------------------------------------------------- | ------------ |
| 1.                  | «DJ Play a Christmas Song»                           | Sarah Hudson Jesse Saint John Brett McLaughlin James Abrahart Mark Schick Lionel Crasta | 3:29         |
| 2.                  | «What Christmas Means to Me» (со Стиви Уандером)     | Anna Gaye Allen Story George Gordy                                                      | 2:35         |
| 3.                  | «Run Rudolph Run»                                    | Chuck Berry Johnny Marks Marvin Brodie                                                  | 2:53         |
| 4.                  | «Christmas (Baby Please Come Home)» (с Дарлин Лав)   | Ellie Greenwich Jeff Barry Phil Spector                                                 | 2:43         |
| 5.                  | «Angels in the Snow»                                 | Ferras Hudson Saint John McLaughlin Abrahart Schick Crasta                              | 2:52         |
| 6.                  | «Home» (с Майклом Бубле)                             | Bublé Alan Chang Amy Foster-Gillies                                                     | 3:44         |
| 7.                  | «Drop Top Sleigh Ride» (с Tyga)                      | McLaughlin Ferras Abrahart Saint John Crasta Schick Michael Stevenson Hudson            | 3:20         |
| 8.                  | «Please Come Home for Christmas»                     | Charles Brown Gene Redd                                                                 | 2:55         |
| 9.                  | «I Like Christmas»                                   | Bryan Frasher Maxwell Frasher Traci Frasher                                             | 2:59         |
| 10.                 | «Christmas Ain't Christmas Without You»              | Alexis Francis Mark Taylor Patrick Mascall Paul Barry                                   | 2:55         |
| 11.                 | «Santa Baby»                                         | Joan Javits Philip Springer Tony Springer                                               | 3:21         |
| 12.                 | «Put a Little Holiday in Your Heart» (с Синди Лопер) | Greg Wojahn Rodger Wojahn Scott Wojahn                                                  | 3:07         |
| 13.                 | «This Will Be Our Year»                              | Chris White                                                                             | 2:14         |
| Общая длительность: | Общая длительность:                                  | Общая длительность:                                                                     | 39:48        |

| №                   | Название                                         | Автор(ы)                                                   | Длительность |
| ------------------- | ------------------------------------------------ | ---------------------------------------------------------- | ------------ |
| 14.                 | «DJ Play a Christmas Song» (с Келли Кларксон)    | Hudson Saint John McLaughlin Abrahart Schick Crasta        | 4:02         |
| 15.                 | «DJ Play a Christmas Song» (с Giovanni Zarrella) | Hudson Saint John McLaughlin Abrahart Schick Crasta        | 3:29         |
| 16.                 | «DJ Play a Christmas Song» (с Белиндой Перегрин) | Hudson Saint John McLaughlin Abrahart Schick Crasta        | 3:30         |
| 17.                 | «Angels in the Snow» (Discotastique! Mix)        | Ferras Hudson Saint John McLaughlin Abrahart Schick Crasta | 3:14         |
| 18.                 | «DJ Play a Christmas Song» (Extended)            | Hudson Saint John McLaughlin Abrahart Schick Crasta        | 5:15         |
| 19.                 | «DJ Play a Christmas Song» (Chrome Tapes)        | Hudson Saint John McLaughlin Abrahart Schick Crasta        | 5:10         |
| Общая длительность: | Общая длительность:                              | Общая длительность:                                        | 64:28        |